# Иван Г. Илиев
Вижте пояснителната страница за други личности с името Иван Илиев.
Иван Георгиев Илиев (Ванче Илиев) е български лингвист, преводач, поет, писател и общественик, който работи във филиала на Пловдивския университет в Кърджали, доцент.

## Биография
Роден е през 1969 г. в село Маломирово, Елховско. Завършва средно образование в град Казанлък през 1987 година, висше образование по българска филология във Великотърновския университет (1994) и по английска (2004) и руска (2016) филология в Пловдивския университет. Доктор по старобългарски език от 2005 г. с дисертация на тема „Епитетът в старобългарската книжнина от XIV – XV век“. Работи като учител в Казанлък и като асистент по история на българския език във филиала на Пловдивския университет в Кърджали от 1999 г. Лектор по български език в Корейския университет за чужди езици в Сеул (2006 – 2009). Доцент в ПУ от 2011 г.